# Unterseeboot 1199
L'Unterseeboot 1199 ou U-1199 est un sous-marin allemand (U-Boot) de type VIIC utilisé par la Kriegsmarine pendant la Seconde Guerre mondiale.
Le sous-marin est commandé le 14 octobre 1941 à Danzig (Schichau-Werke), sa quille est posée le 23 mars 1943, il est lancé le 12 octobre 1943 et mis en service le 23 décembre 1943, sous le commandement du Kapitänleutnant Rolf Nollmann.
Il est coulé par la Royal Navy dans l'Atlantique Nord en janvier 1945.

## Conception
Unterseeboot type VII, l'U-1199 a un déplacement de 769 tonnes en surface et 871 tonnes en plongée. Il a une longueur totale de 67,10 m, un maître-bau de 6,20 m, une hauteur de 9,60 m, un tirant d'eau de 4,74 m et un tirant d'air de 4,86 m. Le sous-marin est propulsé par deux hélices de 1,23 m, deux moteurs diesel Germaniawerft M6V 40/46 de 6 cylindres en ligne de 1 400 ch à 470 tr/min, produisant un total de 2 060 à 2 350 kW en surface et de deux moteurs électriques Allgemeine Elektricitäts-Gesellschaft 460/8-276 de 375 ch à 295 tr/min, produisant un total 550 kW, en plongée. Le sous-marin a une vitesse en surface de 17,7 nœuds (32,8 km/h) et une vitesse de 7,6 nœuds (14,1 km/h) en plongée. Immergé, il a un rayon d'action de 93 nautiques (150 km) à 4 nœuds (7,4 km/h ; 4,6 milles par heure) et pouvait atteindre une profondeur de 230 m. En surface son rayon d'action est de 9 426 nautiques (soit 15 170 km) à 10 nœuds (19 km/h).
L'U-1199 est équipé de cinq tubes lance-torpilles de 53,3 cm (quatre montés à l'avant et un à l'arrière) et embarque quatorze torpilles. Il est équipé d'un canon de 8,8 cm SK C/35 (220 coups), d'un canon de 20 mm Flak C30 en affût antiaérien et d'un canon 37 mm Flak M/42 qui tire à 15 350 mètres avec une cadence théorique de 50 coups par minute. Il peut transporter 26 mines Torpedomine A ou 39 mines Torpedomine B. Son équipage comprend 4 officiers et 44 à 56 sous-mariniers.

## Historique
Il reçoit sa formation de base au sein de la 8. Unterseebootsflottille à Danzig jusqu'au 31 juillet 1944, puis il intègre sa formation de combat dans la 1. Unterseebootsflottille basé à Kiel. À partir du 10 novembre 1944, il est affecté dans la 11. Unterseebootsflottille, basé à Bergen.
Sa première patrouille est précédée d'un court trajet de Kiel à Horten puis Bergen. Elle commence le 14 septembre 1944 au départ de Bergen. L'U-1199 patrouille en mer du Nord, à l'est des côtes britanniques pendant 53 jours, sans succès.
Sa deuxième patrouille commence le 1er janvier 1945 au départ de Bergen pour la Manche. Le 21 janvier 1945 à 15 h 38, l'U-1199 torpille un navire marchand américain à environ 3 nautiques de Porthcurno. Celui-ci avait rejoint le convoi un jour avant. La torpille le touche au milieu par tribord, détruisant les moteurs et inondant la salle des machines. Deux membres d'équipage qui se trouvaient à cet endroit sont tués sur le coup. Vingt minutes après l'attaque, les 66 autres membres d'équipage abandonnent le navire dans quatre canots de sauvetage avant d'être secourus par deux navires du convoi. Vers 17 h, quatre hommes remontent à bord du navire pour passer un câble, mais l'opération de remorquage échoue. Huit heures après l'attaque, un autre remorqueur britannique plus grand (HMS Allegiance) le remorque jusqu'à Falmouth, y arrivant le 22 janvier. Le navire est resté au port jusqu'en juin 1946, date à laquelle il est de nouveau remorqué à Bremerhaven, en Allemagne. Chargé de munitions chimiques obsolètes, le navire est conduit en mer puis sabordé en octobre 1946.
Après avoir attaqué le George Hawley, l'U-1199 opère contre le convoi TBC-43, au sud de Land's End. Au cours de l'opération, le submersible est localisé par des navires de guerre britanniques du 14e groupe d'escorte. Le bateau plonge à 72 mètres de profondeur et se pose au fond de la mer en éteignant ses moteurs, espérant échapper aux navire de guerre britanniques. Quelques minutes plus tard, il subit plusieurs attaques de charges de profondeur lancées par le HMS Icarus et par le HMS Mignonette (en), le détruisant à la position 49° 57′ N, 5° 42′ O.
Seul un sous-marinier (Obersteuermann Clausen) des 49 hommes d’équipage parvient à s'échapper du sous-marin condamné à plus de 70 mètres sous la surface, malgré la pression de l'eau à cette profondeur. L'unique survivant, non blessé, est secouru peu après par un navire allié.

## Affectations
- 8. Unterseebootsflottille du 23 décembre 1943 au 31 juillet 1944 (Période de formation).
- 1. Unterseebootsflottille du 1er août 1944 au 9 novembre 1944 (Unité combattante).
- 11. Unterseebootsflottille du 10 novembre 1944 au 21 janvier 1945 (Unité combattante).

## Commandement
- Kapitänleutnant Rolf Nollmann du 23 décembre 1943 au 21 janvier 1945.

## Patrouilles
|       | Commandant           | Départ            | Départ | Arrivée         | Arrivée | Jours    | Succès  |
| ----- | -------------------- | ----------------- | ------ | --------------- | ------- | -------- | ------- |
|       | Kptlt. Rolf Nollmann | 18 août 1944      | Kiel   | 20 août 1944    | Horten  | 3 jours  |         |
|       | Kptlt. Rolf Nollmann | 23 août 1944      | Horten | 25 août 1944    | Bergen  | 3 jours  |         |
| 1     | Kptlt. Rolf Nollmann | 14 septembre 1944 | Bergen | 5 novembre 1944 | Bergen  | 53 jours |         |
| 2     | Kptlt. Rolf Nollmann | 1er janvier 1945  | Bergen | 21 janvier 1945 | Coulé   | 21 jours | 7 176   |
| Total | Total                | Total             | Total  | Total           | Total   | 80 jours | 7 176 t |

Note : Kptlt. = Kapitänleutnant

## Navires coulés
L'U-1199 a détruit un navire marchand de 7 176 tonneaux au cours des deux patrouilles (80 jours en mer) qu'il effectua.
| Date            | Nom           | Nationalité | Tonnage | Convoi | Fait         | Localisation        |
| --------------- | ------------- | ----------- | ------- | ------ | ------------ | ------------------- |
| 21 janvier 1945 | George Hawley | USA         | 7 176   | TBC-43 | Perte totale | 50° 00′ N, 5° 45′ O |